# Risør (gemeente)
Risør is een gemeente in de Noorse provincie Agder. De gemeente telde 6936 inwoners in januari 2017.
Risør grenst in het zuidwesten aan Tvedestrand, in het noordwesten aan Vegårshei en Gjerstad in Aust-Agder en in het noordoosten aan Kragerø in Vestfold og Telemark.

## Wapenschild
Het ontstaan van het wapenschild is curieus. Toen koning Oscar II van Zweden de stad in 1891 bezocht kreeg hij een menukaart, waar een fantasiewapen op stond dat door de drukker was ontworpen. Dit beviel de koning zozeer dat hij het tot stadswapen bevorderde.

## Geschiedenis
Risør was een klein vissersdorp. Omstreeks 1570 kwamen er Nederlandse schepen om hout in te kopen. Zo kwam er bedrijvigheid. In 1607 openden er twee cafés. In 1630 kreeg de stad havenrechten en in 1723 stadsrechten. Einde 18e eeuw bezaten de kooplieden 96 zeilschepen en bekleedde Risør de 6e plaats van het land als handelshaven, en de 4e plaats als scheepsbouwstad.
Naast houtzagerijen en visverwerkingsbedrijven ontstond er een houtpulpfabriek, welke in 1970 dicht ging. Tegenwoordig is het toerisme van belang en is er een kunstenaarskolonie.

## Bezienswaardigheden
- Den Hellige Åndskerk van Risør, van 1647, in barokstijl.
- De citadel van Tangen, gebouwd in de Napoleontische tijd en tijdens de nazi-bezetting gewijzigd.
- Vuurtoren van Stangholmen.

## Plaatsen in de gemeente
- Risør (plaats)
- Søndeled
- Buvika
- Solsiden
- Tjærhjellen / Linddalen
- Løkka
- Risørhuset
- Viddefjell
- Tangen

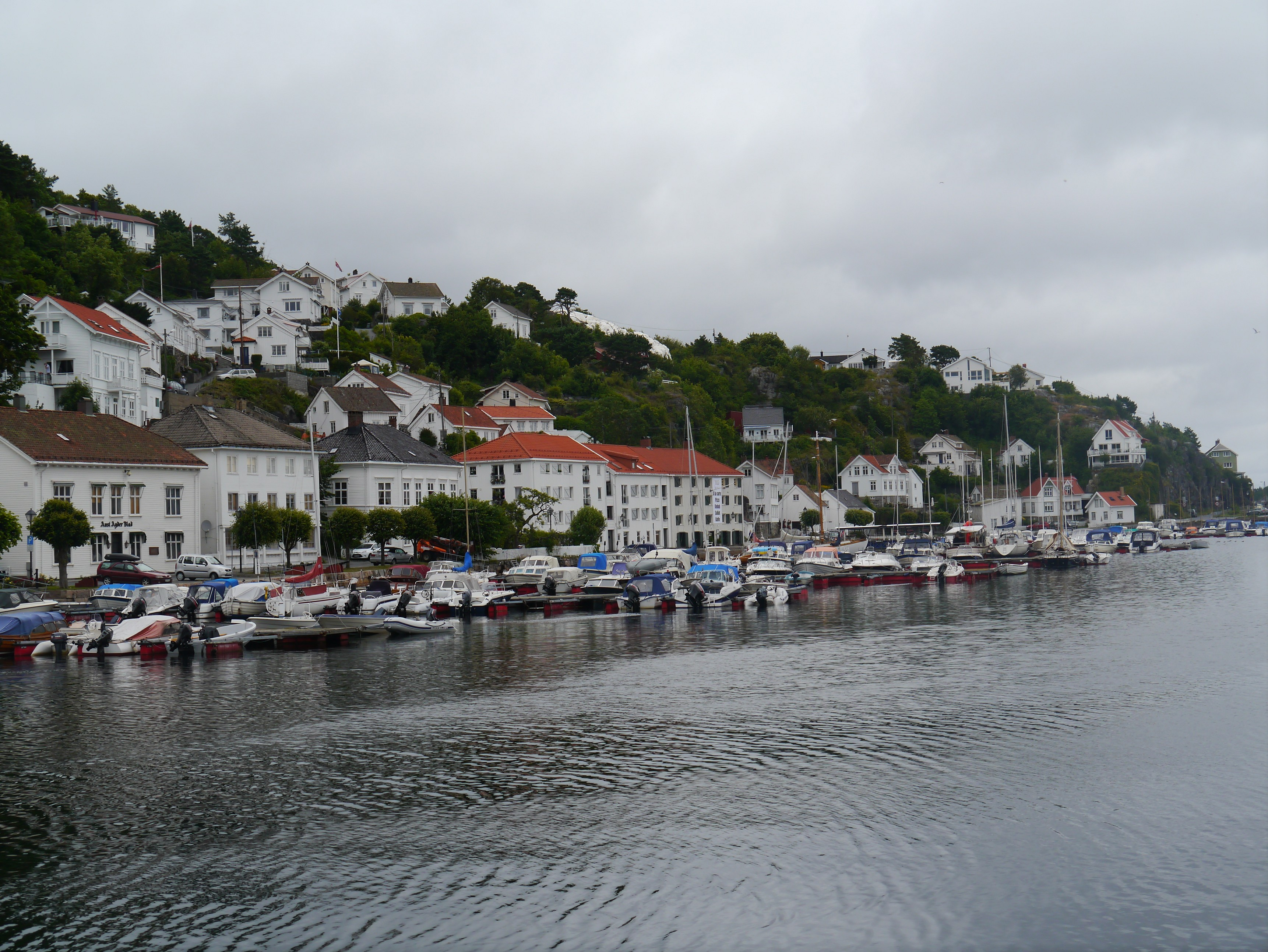
Waterfront
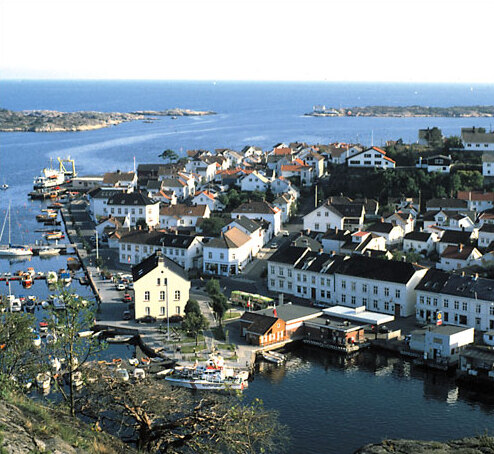
Panorama van Risør
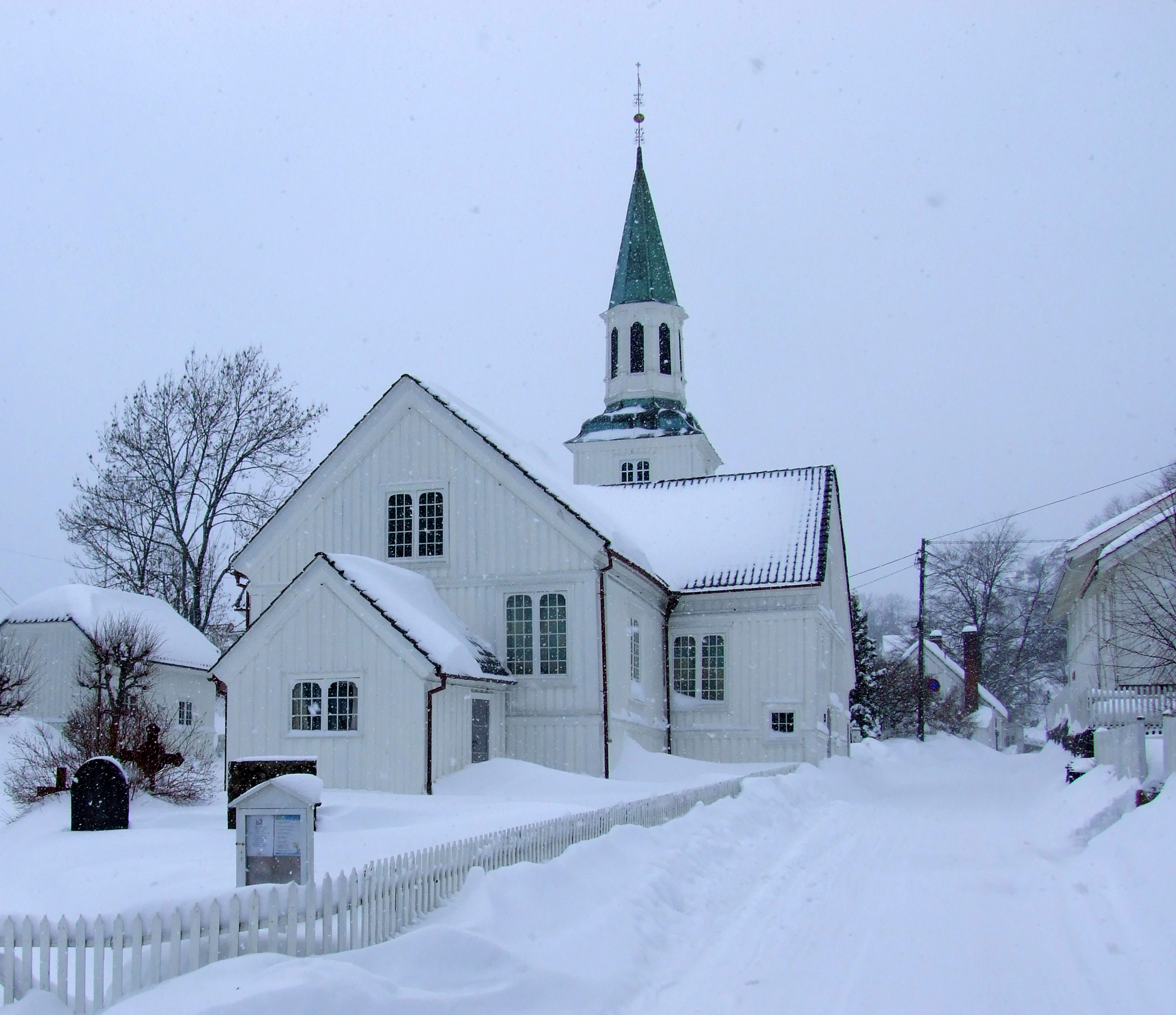
Kerk
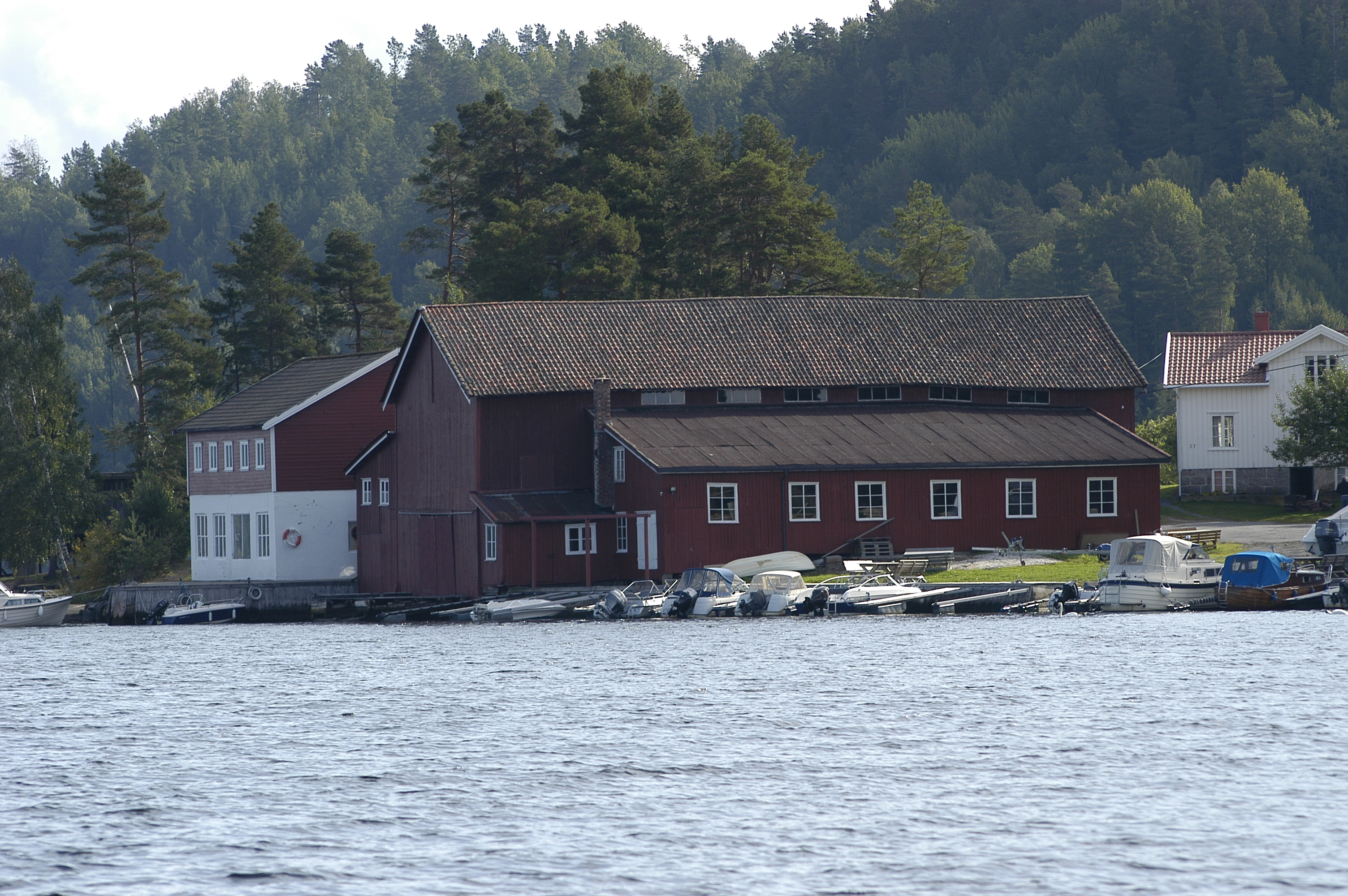
Houtzagerij
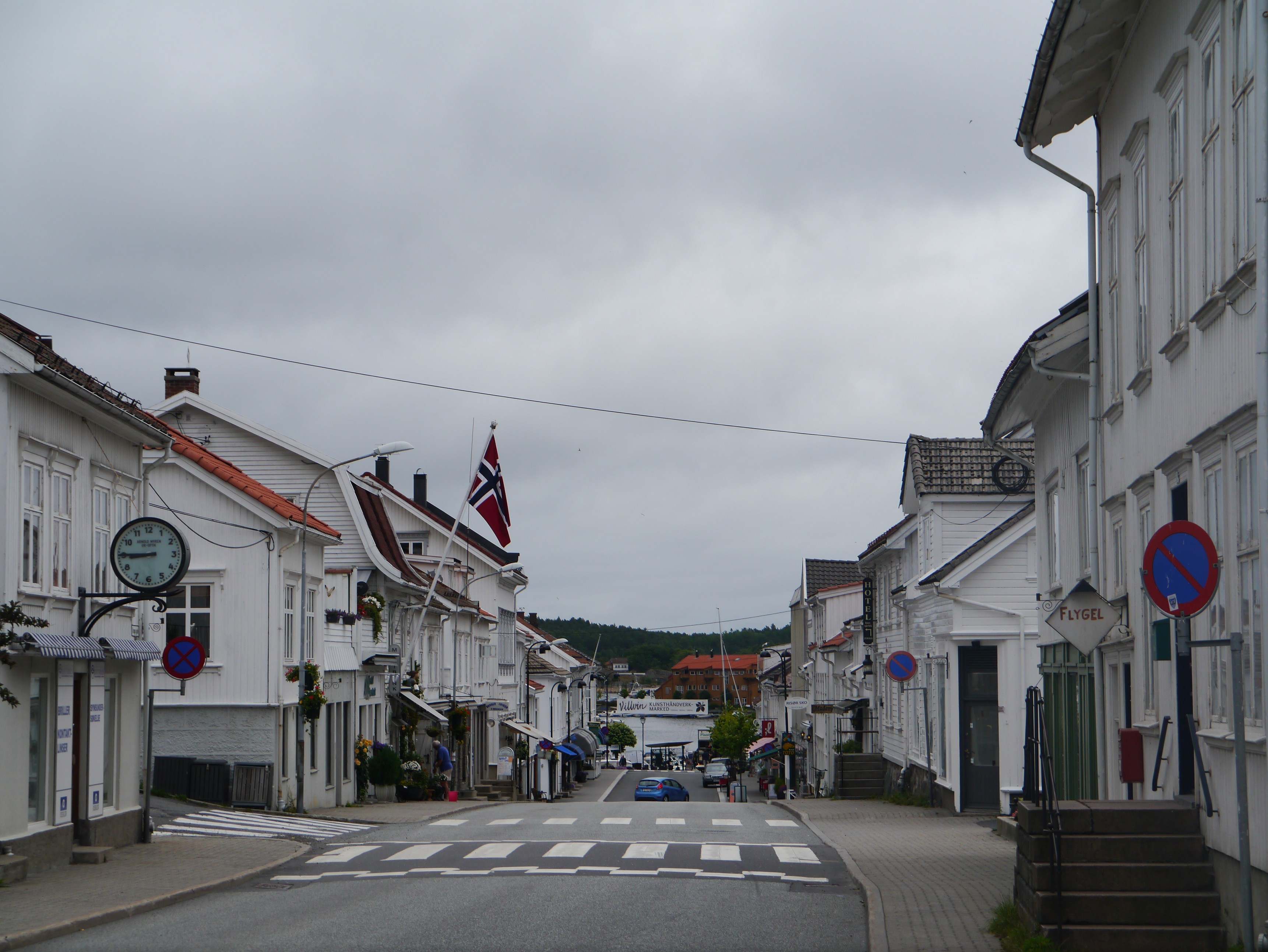
Straatbeeld

Arendal · Birkenes · Bygland · Bykle · Evje og Hornnes · Farsund · Flekkefjord  · Froland · Gjerstad · Grimstad · Hægebostad · Iveland · Kristiansand · Kvinesdal · Lillesand · Lindesnes · Lyngdal · Risør · Sirdal · Tvedestrand · Valle · Vegårshei · Vennesla · Åmli · Åseral 

Fylker van Noorwegen